# Gesta Romanorum
Gesta Romanorum (« Les Actes des Romains ») est un recueil rassemblant anecdotes et contes rédigés en latin et qui a probablement été compilé vers la fin du XIIIe siècle ou au début du XIVe. 

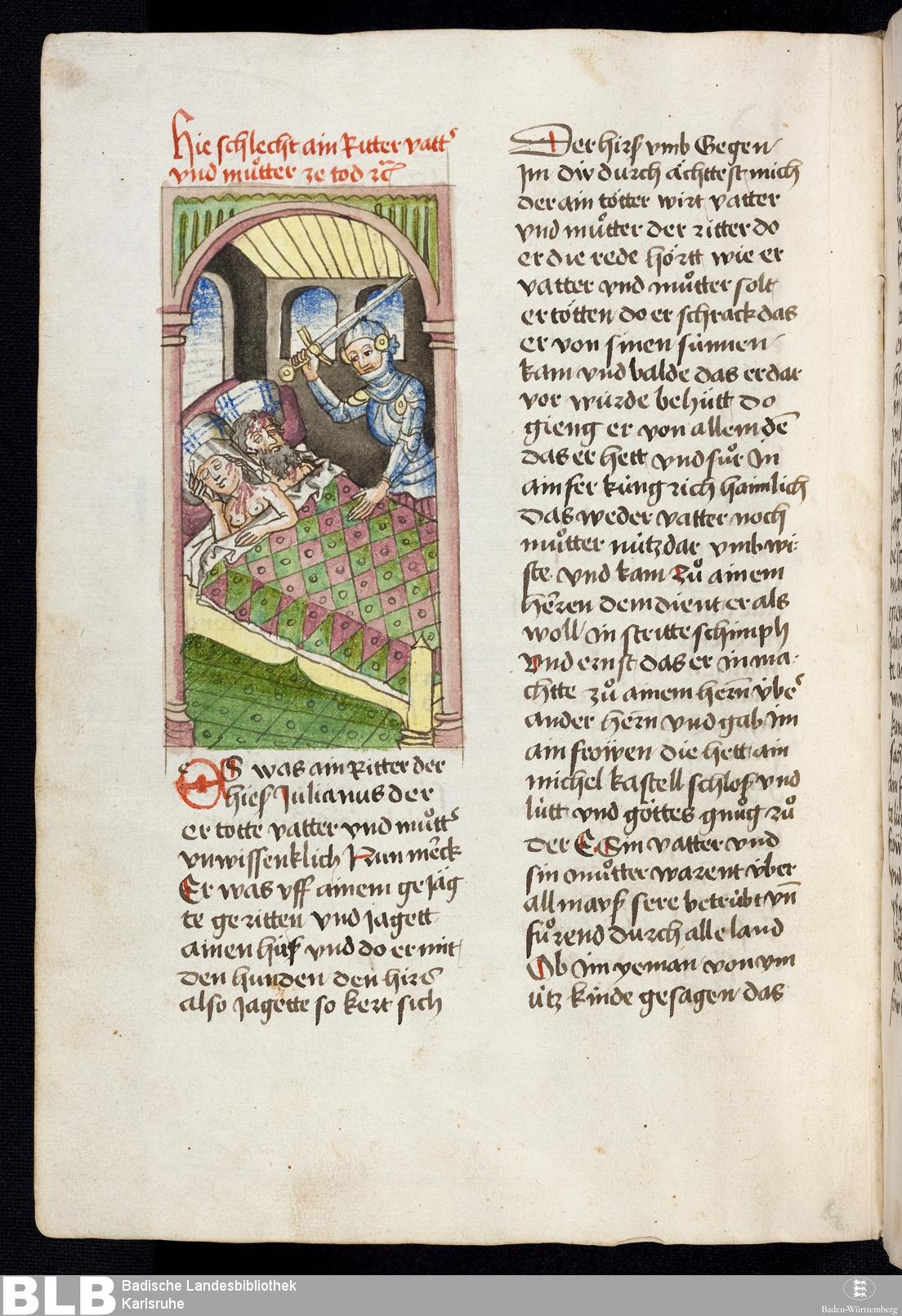
Gesta Romanorum, Donaueschingen, ms 145, f. 74v.

Le recueil a un double intérêt littéraire, d'abord comme étant l'un des livres les plus populaires de l'époque, puis pour avoir servi de source, directement ou indirectement, pour la littérature ultérieure, notamment à des auteurs comme Geoffrey Chaucer, John Gower, Giovanni Boccaccio, Thomas Occleve ou encore William Shakespeare.
Selon les conjectures, l'œuvre est associée au nom, soit d'Helinandus (Hélinand de Froidmont), soit de Petrus Berchorius (Pierre Bersuire). Son origine (Angleterre, Allemagne ou France) fait aussi l'objet de débats.
Les textes proposés ont généralement une visée morale. Outre des sources gréco-latines, ils s'appuient également sur des récits d'autres origines, asiatiques et européennes. En raison de leur structure lâche, le contenu des Gesta Romanorum n'est pas rigoureusement arrêté : celui-ci varie selon les éditions.